# Stefan Airapetjan
Stefan Airapetjan, znan tudi kot Stefan, (armensko Ստեֆան Հայրապետյան), estonski pevec in besedilopisec armenskega rodu, * 24. december 1997.
Estonijo je zastopal na Pesmi Evrovizije 2022 s pesmijo »Hope«.

## Kariera

### Esti Laul
Stefan Airapetjan se je štirikrat udeležil glasbenega tekmovanja Eesti Laul na katerem je enkrat zmagal. Na tekmovanju je prvič nastopil leta 2018, kot del dueta Vajé s pesmijo »Laura (Walk with Me)«. V superfinalu se je duet uvrstil na tretje mesto. Naslednje leto se je prijavil samostojno, s pesmijo »Without You«. Spet se je uvrstil v superfinale, v katerem je osvojil tretje mesto. Leta 2020 se je izbora ponovno udeležil s pesmijo »By My Side« in v velikem finalu zasedel sedmo mesto. Leta 2022 pa je na tekmovanju zmagal s pesmijo »Hope«. Z zmago na tekmovanju je postal predstavnik Estonije na tekmovanju za pesem Evrovizije 2022 v Torinu v Italiji.

## Diskografija

### Pesmi
- »Soldier« (kot del Vajé) (2017)
- »Laura (Walk with Me)« (kot del Vajé) (2017)
- »Home« (kot del Vajé) (2018)
- »Without You« (2018)
- »Better Days« (2019)
- »We'll Be Fine« (2019)
- »Better Days« (2019)
- »By My Side« (2019)
- »Oh My God« (2020)
- »Let Me Know« (2020)
- »Doomino« (Skupaj z Liis Lemsalu) (2021)
- »Headlights« (Skupaj z Wateva) (2021)
- »Hope« (2021)